# Ikoma Tomohiko
Ikoma Tomohiko (Hjogo, 1932. augusztus 25. – 2009. április 27.) japán válogatott labdarúgó.

## Nemzeti válogatott
A japán válogatottban 5 mérkőzést játszott.

## Statisztika
| Japán válogatott | Japán válogatott | Japán válogatott |
| Időszak          | Mérk.            | gól              |
| ---------------- | ---------------- | ---------------- |
| 1955             | 5                | 0                |
| Összesen         | 5                | 0                |